# محوطه و برج سفید دشت لار
محوطه و برج سفید دشت لار مربوط به سده‌ها میانه و متاخر دوران‌های تاریخی پس از اسلام است و در شهرستان قیروکارزین، بخش مرکزی، دهستان هنگام، ۱ کیلومتری شمال روستای دشت لار واقع شده و با شمارهٔ ثبت ۲۶۶۳۹ به‌عنوان یکی از آثار ملی ایران به ثبت رسیده است.